# Natalija Wiktorowna Rasumowskaja
Natalija Wiktorowna Rasumowskaja (russisch Ната́лья Ви́кторовна Разумо́вская; bei der FIS nach englischer Transkription Natalia Razumovskaya; * 18. August 1975 in Moskau) ist eine ehemalige russische Freestyle-Skierin. Sie war auf die nicht mehr ausgetragene Disziplin Ballett (Acro) spezialisiert. In dieser Disziplin wurde sie 1999 letzte Weltmeisterin. Daneben gewann sie zwei Einzelwettkämpfe im Weltcup.

## Biografie
Natalija Rasumowskaja wuchs als Tochter zweier bekannter Turnlehrer auf und war in ihrer Jugend Sowjet-Meisterin in rhythmischer Sportgymnastik. 1989 wechselte sie, ohne jemals Ski gefahren zu sein, zum Freestyle-Skiing.
Im Dezember 1995 gab sie im Alter von 20 Jahren ihr Debüt im Freestyle-Skiing-Weltcup und konnte sich auf Anhieb unter den besten zehn klassieren. Nur einen Monat später gelang ihr in Breckenridge ihr erster Weltcupsieg, woraufhin sie am Saisonende als Weltcup-Rookie des Jahres ausgezeichnet wurde. In der Saison 1996/97 wandte sie sich vermehrt dem Snowboard zu. Bei den russischen Meisterschaften gewann sie Bronze im Parallelslalom und verpasste als Vierte im Snowboardcross nur knapp eine weitere Medaille. Schließlich blieb sie jedoch beim Ballett und feierte im Januar 1998 in Blackcomb ihren zweiten und letzten Weltcupsieg. Bei den Weltmeisterschaften in Meiringen-Hasliberg setzte sie die Siegesserie der russischen Damen im Ballett fort und sicherte sich vor ihrer Landsfrau und Titelverteidigerin Oxana Kuschtschenko, die Goldmedaille. Die Streichung der Disziplin Ballett aus dem Weltcup-Kalender setzte ihrer Karriere im März 2000 ein Ende.
Rasumowskaja ist Absolventin der staatlichen Akademie für Körperkultur. Nach ihrem aktiven Karriereende arbeitete sie zunächst als Trainerin in einem Moskauer Fitnessstudio, dann als Skilehrerin. Außerdem war sie an der Bewerbung Sotschis für die Olympischen Winterspiele 2014 beteiligt. 2011 übernahm sie den Posten als Trainerin der russischen Halfpipe-Nationalmannschaft.

## Erfolge

### Weltmeisterschaften
- Meiringen-Hasliberg 1999: 1. Ballett

### Weltcupwertungen
| Saison  | Gesamt | Gesamt | Ballett | Ballett |
| Saison  | Platz  | Punkte | Platz   | Punkte  |
| ------- | ------ | ------ | ------- | ------- |
| 1995/96 | 10.    | 90     | 4.      | 632     |
| 1996/97 | 32.    | 65     | 11.     | 456     |
| 1997/98 | 6.     | 91     | 3.      | 364     |
| 1998/99 | –      | –      | 2.      | 188     |

### Weltcupsiege
Rasumowskaja errang im Weltcup 15 Podestplätze, davon 2 Siege:
| Datum           | Ort          | Land   | Disziplin |
| --------------- | ------------ | ------ | --------- |
| 18. Januar 1996 | Breckenridge | USA    | Ballett   |
| 23. Januar 1998 | Blackcomb    | Kanada | Ballett   |

### Weitere Erfolge
- Russische Meisterin im Skiballett 1996[2]
- World Cup Rookie of the Year 1996